# Charles Lampkin
Ne pas confondre avec le percussionniste de jazz Charles « Chuck » Lampkin (en) (1934-2003).

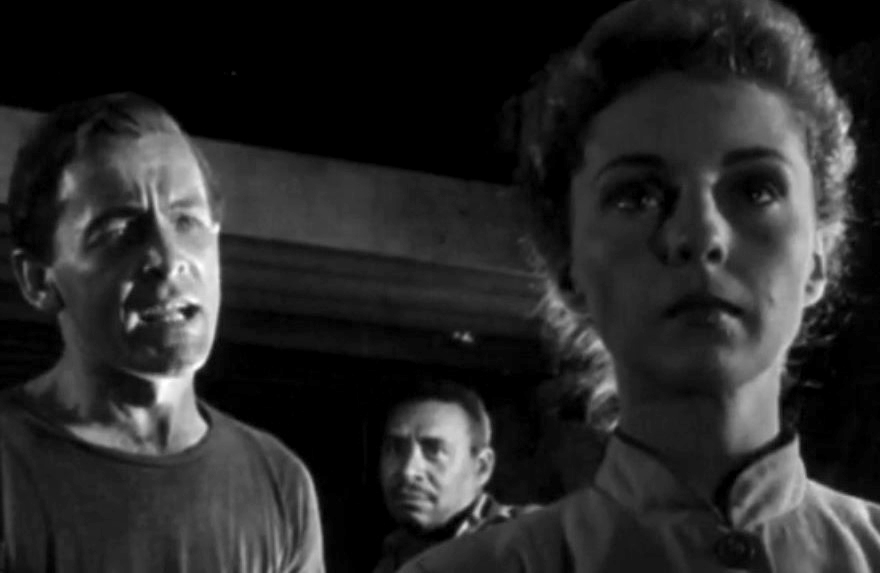
James Anderson, Charles Lampkin et Susan Douglas Rubeš (de g. à d.), dans Cinq Survivants (1951)

Charles Pernell Lampkin, né le 17 mars 1913 à Montgomery (Alabama) et mort le 17 avril 1989 à San José (Californie), est un acteur, pianiste et compositeur américain.

## Biographie
Charles Lampkin étudie le piano et la composition entre 1942 et 1946 à Cleveland et à la Juilliard School de New York. Pionnier du spoken word, il débute au cinéma dans Cinq Survivants d'Arch Oboler (1951, avec William Phipps et James Anderson).
Suivent vingt-et-un autres films américains, son deuxième sorti en 1962 ; son dernier est Cocoon de Ron Howard (1985, avec Don Ameche et Wilford Brimley). Entretemps, mentionnons L'Île des adieux de Franklin J. Schaffner (1977, avec George C. Scott et David Hemmings) et S.O.B. de Blake Edwards (1981, avec Julie Andrews et Richard Mulligan).
À la télévision américaine, il apparaît dans soixante-quatorze séries de 1961 à 1988, dont Opération vol (deux épisodes, 1968), Les Rues de San Francisco (un épisode, 1973) et Les Routes du paradis (deux épisodes, 1984). S'ajoutent dix téléfilms, le premier diffusé en 1970 ; le dernier est L'Impossible Alibi de Roger Spottiswoode (1987, avec Ed Harris et Roxanne Hart).
Charles Lampkin meurt en 1989, à 76 ans. Il est le père du percussionniste de jazz Charles « Chuck » Lampkin (en) (1934-2003).

## Filmographie partielle

### Cinéma
- 1951 : Cinq Survivants (Five) d'Arch Oboler : Charles
- 1963 : Le Tumulte (Toys in the Attic) de George Roy Hill : Gus
- 1963 : Le Motel du crime (Twilight of Honor) de Boris Sagal : M. Simmons
- 1966 : Rancho Bravo (The Rare Breed) d'Andrew V. McLaglen : un porteur
- 1968 : La Brigade des cow-boys (Journey to Shiloh) de William Hale : Edward
- 1968 : L'Affaire Thomas Crown (The Thomas Crown Affair) de Norman Jewison : un employé d'ascenseur
- 1969 : Hello Dolly! de Gene Kelly : un ouvrier
- 1970 : Watermelon Man de Melvin Van Peebles : Dr Catlin
- 1972 : Le Numéro Quatre (en) (The Man) de Joseph Sargent : le congressiste Walding
- 1976 : Dollars en cavale (en) (Special Delivery) de Paul Wendkos : le facteur
- 1977 : L'Île des adieux (Islands in the Stream) de Franklin J. Schaffner : un policier
- 1981 : S.O.B. de Blake Edwards : le majordome
- 1981 : First Monday in October de Ronald Neame : le juge Josiah Clewes
- 1984 : Le Guerrier fantôme (Ghost Warrior) de J. Larry Carroll : Willie Walsh
- 1985 : Cocoon de Ron Howard : Pops

### Télévision

#### Séries
- 1962-1965 : Ben Casey
  - Saison 1, épisode 27 A Pleasant Thing for the Eyes (1962) d'Arthur Hiller : rôle non spécifié
  - Saison 5, épisode 6 What to Her Is Plato? (1965) de Marc Daniels : Sam
- 1963 : Les Incorruptibles (The Untouchables), saison 4, épisode 27 Le COntrebassiste (The Jazz Man) de Vincent McEveety : Howl Temple
- 1963 : Le Jeune Docteur Kildare (Dr. Kildare), saison 3, épisode 5 A Game for Three de Paul Wendkos : Eddie
- 1967 : Match contre la vie (Run for Your Life), saison 2, épisode 17 A Rage for Justice, Part II de Leo Penn : Dr Herbert Garrison
- 1967 : Tarzan, saison 1, épisode 28 Le Cirque (The Circus) d'Harmon Jones : Matumba
- 1968 : Les Mystères de l'Ouest (The Wild Wild West), saison 3, épisode 24 La Nuit de la conjuration (The Night of the Death Maker) d'Irving J. Moore : un fonctionnaire
- 1968 : Daktari, saison 3, épisode 24 Le Maraudeur (The Killer of Wameru) de Paul Landres : Ngana
- 1968 : Opération vol (It Takes a Thief)
  - Saison 1, épisode 8 Vacances de millionnaires (A Spot of Trouble) d'Herschel Daugherty : le jardinier
  - Saison 2, épisode 12 Casse-tête chinois (To Catch a Roaring Lion) de Marc Daniels : le professeur Kilghi
- 1969 : Hawaï police d'État (Hawaii Five-0), saison 1, épisode 20 Son dernier round (Along Came Joey) de Richard Benedict : Luther
- 1969 : The Bold Ones: The Protectors, saison unique, épisode pilote Deadlock de Lamont Johnson et épisode 1 A Case of Good Whiskey at Christmas Time de Robert Day : un conseiller municipal
- 1969 : Docteur Marcus Welby (Marcus Welby, M.D.), saison 1, épisode 7 The White Cane de Leo Penn : M. Murtreee
- 1969-1970 : The Bold Ones: The Lawyers
  - Saison 1, épisode 4 The Rockford Riddle (1969) de Richard T. Heffron : le barbier
  - Saison 2, épisode 2 Panther in a Cage (1970) de Nicholas Colasanto : Ralph Miller
- 1969-1973 : Sur la piste du crime (The FBI)
  - Saison 5, épisode 10 The Sanctuary (1969) de Jesse Hibbs : le courtier
  - Saison 9, épisode 7 Fatal Reunion (1973) : Hargroves
- 1970 : Les Règles du jeu (The Name of the Game), saison 2, épisode 26 The Other Kind of Spy de Boris Sagal : Ribano
- 1970 : L'Homme de fer (Ironside), saison 4, épisode 12 Imposition des mains (The Laying on of Hands) de Don McDougall : le conducteur de camion
- 1971 : Cher oncle Bill (Family Affair), saison 5, épisode 18 The Littlest Exile de Charles Barton : le superintendant
- 1971 : The Bold Ones: The Senator, saison unique, épisode 7 George Washington Told a Lie de Daryl Duke : un fonctionnaire
- 1971-1975 : Auto-patrouille (Adam-12)
  - Saison 4, épisode 7 Truant (1971) : Myron Bradley
  - Saison 5, épisode 19 Nightwatch (1973) : Johnson
  - Saison 7, épisode 15 Pressure Point (1975) : Henry Ward
- 1972 : The Bold Ones: The New Doctors, saison 3, épisode 10 A Threatened Species de John Badham : le facteur
- 1973 : Les Rues de San Francisco (The Streets of San Francisco), saison 2, épisode 8 Pas d'insigne pour Benjy (No Badge for Benjy) de Seymour Robbie : Benjy Hoskins
- 1973 : Love Story, saison unique, épisode 11 A Glow of Dying Embers : le père
- 1975-1980 : Barnaby Jones
  - Saison 4, épisode 7 Flight to Danger (1975) : Mort Rogers
  - Saison 8, épisode 19 The Final Victim (1980) : Benny
- 1976 : Le Nouvel Homme invisible (Gemini Man), saison unique, épisode 8 Le Combat du siècle (Eight-Nine-Ten, You're Dead) d'Alan Crosland Jr. : Pop Kingston
- 1978 : L'Incroyable Hulk (The Incredible Hulk), saison 1, épisode 2 Les Captifs (The Beast Within) : Joe
- 1978 : ABC Afterschool Special, saison 7, épisode 2 A Home Run for Love de Robert Lieberman : Davy Henderson
- 1981 : Quincy (Quincy, M.E.), saison 6, épisode 11 Scream to the Skies de Ron Satlof : Dr Jamison
- 1982 : Jackie et Sara (Too Close for Comfort), saison 3, épisode 11 Mr. Christmas : rôle-titre
- 1984 : Les deux font la paire (Scarecrow and Mrs. King), saison 1, épisode 11 En souvenir du passé (Remembrance of Things Past) : M. Feller
- 1984 : Les Routes du paradis (Highway to Heaven), saison 1, épisodes 1 et 2 Une bonne action, 1re et 2e parties (Highway to Heaven, Parts I & II) de Michael Landon : Doc
- 1985 : Rick Hunter (Hunter), saison 1, épisode 12 L'Ange de la vengeance (The Avenging Angel) de James Whitmore Jr. : le juge
- 1985 : Tonnerre mécanique (Street Hawk), saison unique, épisode 5 Deborah (Dog Eat Dog) de Daniel Haller : Artie Shank

#### Téléfilms
- 1970 : Cavale pour un magot (Breakout) de Richard Irving : le cuisinier
- 1972 : Jigsaw de William A. Graham : rôle non spécifié
- 1974 : Hurricane de Jerry Jameson : Wyn Stokey
- 1974 : La Loi (The Law) de John Badham : le juge Rathman
- 1974 : Panic on the 5:22 d'Harvey Hart : George Lincoln
- 1975 : Attack on Terror: The FBI vs. the Ku Klux Klan de Marvin J. Chomsky : M. Johns
- 1977 : Eleanor and Franklin: The White House Years de Daniel Petrie : Irvin McDuffie
- 1984 : Last of the Great Survivors de Jerry Jameson : Elroy
- 1987 : L'Impossible Alibi (The Last Innocent Man) de Roger Spottiswoode : le juge Clement Autley